# 境部薬
境部 薬（さかいべ の くすり）は、飛鳥時代の人物。坂合部薬（さかあいべのくすり）とも書く。旧仮名遣いでの読みは前者が「さかひべのくすり」、後者が「さかあひべのくすり」。姓は連。658年に有間皇子の変で流罪となった。672年の壬申の乱では大友皇子（弘文天皇）側の将となり、息長の横河で敗死した。

## 有間皇子の変
『日本書紀』によれば、斉明天皇4年（658年）11月3日と5日に、斉明天皇と皇太子の中大兄皇子（後の天智天皇）が紀温湯に行った留守に、有間皇子は都で蘇我赤兄と挙兵を相談した。書紀は「ある本には」として、有間皇子、蘇我赤兄、塩屋鯯魚（塩屋小戈）、守大石、坂合部薬が、短籍（籤）で謀反を占ったという話を伝える。
ところが5日の夜に赤兄は有間皇子の家を囲ませ、天皇に事を急報した。9日に有間皇子、守大石、坂合部薬、塩屋鯯魚は捕えられ、紀温湯に送られた。11日に有間皇子は殺され、坂合部薬は尾張国に流された。
壬申の乱で活躍したことから、坂合部薬が後に赦されたことがわかる。そこで現代の学者の中には、坂合部薬はもともと赤兄と共に有間皇子を陥れようとしたのだと推測する者がある。ただこの場合、そもそも罪とされなかった赤兄との処分の違いについては説明されない。

## 壬申の乱
境部薬は、壬申の乱では大友皇子（弘文天皇）の側につき、その将となった。美濃国不破郡に本拠を構える大海人皇子（天武天皇）の軍と、近江国大津に都をおく大友皇子の軍は、7月7日に近江方面で会戦を行った。『日本書紀』はこの戦いにつき「男依（村国男依）らは近江軍と息長の横河で戦って破り、その将境部連薬を斬った」と記す。この文面からは近江軍の総指揮官が境部薬であったのか、そうではなく将のうちの1人であったのかは判然としない。